# Ebalo II di Challant

Stemma Challant

Ebalo II di Challant (1300 circa – 1359 circa) (in francese, Ébal II de Challant) fu un nobile valdostano della famiglia Challant.

## Biografia
Era figlio di Gotofredo II di Challant, primogenito di Ebalo Magno e della nobile genovese Beatrice Fieschi, e fratello di Aimone di Fénis.
Sposò Francesca di Quart, figlia del signore di Quart, dalla quale ebbe almeno cinque figli.
Il testamento del nonno paterno Ebalo Magno, morto nel 1323, stabiliva che parte dei suoi beni andassero ai nipoti Ebalo e Aimone, figli di Gotofredo morto alcuni anni prima, e l'altra parte andasse ai quattro figli maschi ancora vivi.
Al termine di lunghe dispute familiari Ebalo e Aimone ottennero nel 1337 i feudi di Ussel, Saint-Marcel e Fénis, e ad Ebalo spettarono i primi due.
Ad Ebalo venne anche riconosciuto il diritto di costruire un castello ad Ussel, presso Saint-Vincent, una volta trascorsi sei anni dalla firma dell'accordo. Nel 1343 iniziò così la costruzione del castello di Ussel, primo esempio valdostano di castello monoblocco, costruito con un corpo unico e non con una torre circondata da altri edifici e racchiusa da un muro di cinta.
Alla sua morte intorno al 1359 i suoi beni vennero divisi tra i suoi cinque figli maschi.